# Serocourt
Serocourt [səʁɔkuʁ] ist eine französische Gemeinde mit 83 Einwohnern (Stand: 1. Januar 2022) im Département Vosges in der Region Grand Est. Sie gehört zum Arrondissement Neufchâteau, zum Kanton Darney und ist Mitglied im Gemeindeverband Les Vosges côté Sud-Ouest. Die Bewohner werden Serocourtois und Serocourtoises genannt.

## Geographie

### Lage
Serocourt liegt in Lothringen, etwa 12 Kilometer südsüdwestlich von Vittel und etwa 44 Kilometer westsüdwestlich von Épinal. Knapp die Hälfte der Fläche der Gemeinde wird von Wald bedeckt.
Umgeben wird Serocourt von den sechs Nachbargemeinden:

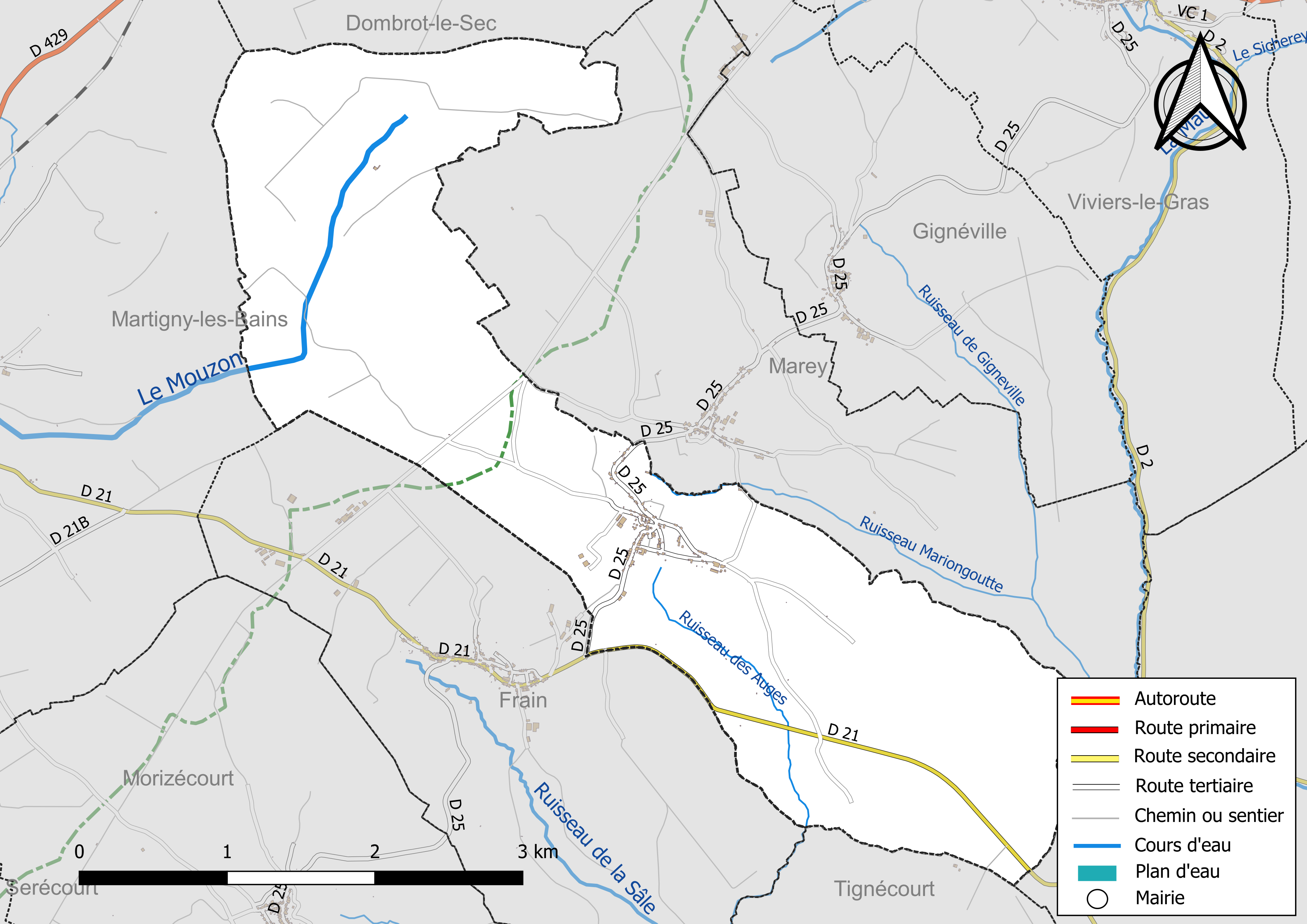
Gewässer und Straßen der Gemeinde

|                    | Dombrot-le-Sec                              | Marey      |
| Martigny-les-Bains | Kompassrose, die auf Nachbargemeinden zeigt |            |
| Frain              | Tignécourt                                  | Bleurville |

### Hydrografie
Die Gemeinde liegt teilweise im Einzugsgebiet des Rheins und teilweise im Einzugsgebiet der Rhone. Die Wasserscheide verläuft quer durch das Gemeindegebiet. Auf dem Gemeindegebiet entspringt der 63 Kilometer lange Fluss Mouzon, der in die Maas mündet.  Außerdem wird das Gebiet der Gemeinde vom Ruisseau des Auges und dem Ruisseau Mariongoutte entwässert.

## Bevölkerungsentwicklung
| Jahr                       | 1962 | 1968 | 1975 | 1982 | 1990 | 1999 | 2009 | 2019 |
| Einwohner                  | 166  | 155  | 135  | 113  | 110  | 110  | 99   | 84   |
| Quellen: Cassini und INSEE |      |      |      |      |      |      |      |      |

## Geschichte
Durch die Gemeinde verlief die Römerstraße Straßburg – Langres.
Der Name der Gemeinde rührt von der Familie Serocourt.

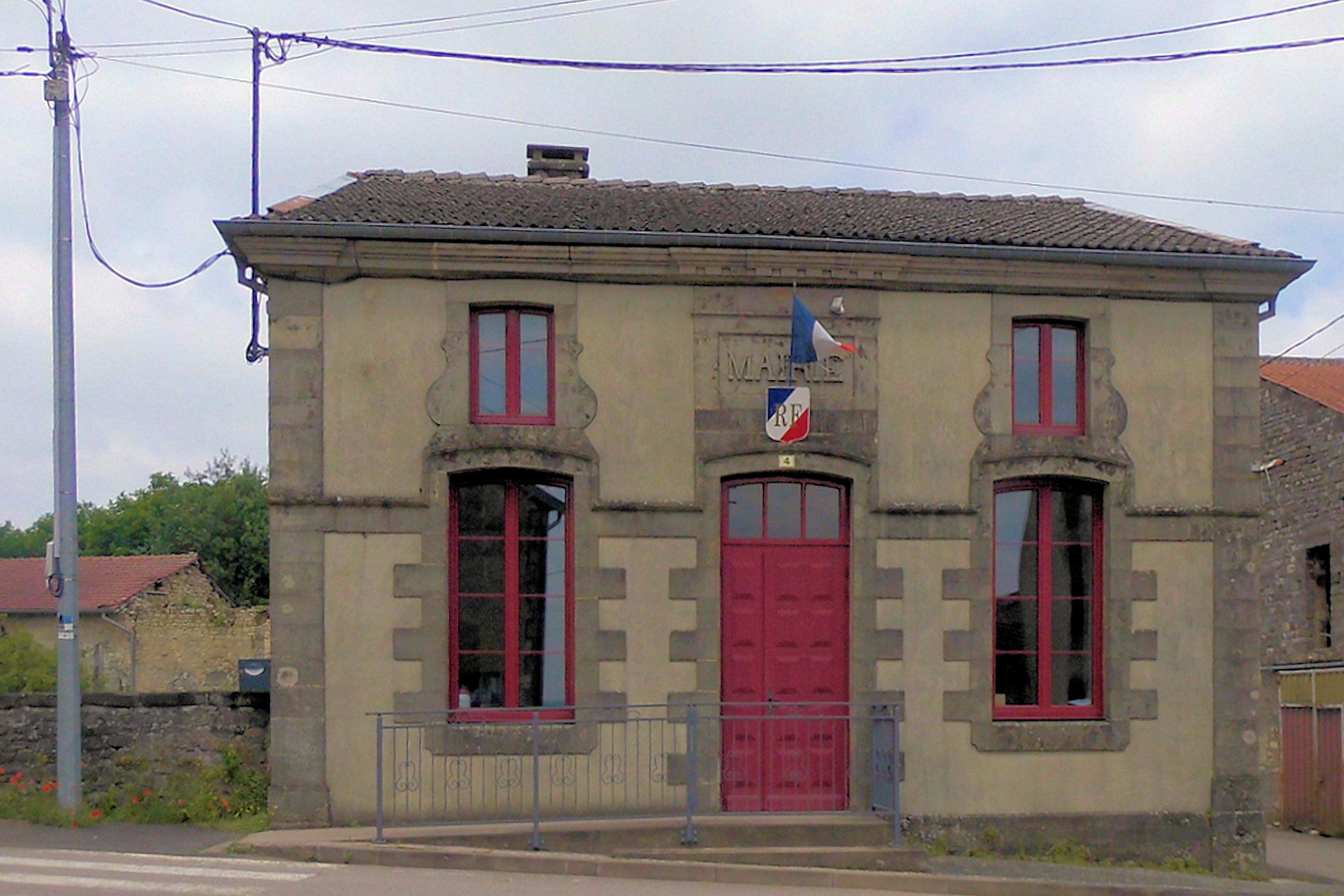
Bürgermeisteramt (Mairie)

## Sehenswürdigkeiten
- In Serocourt gibt es ein kleines Museum (Musée de la mémoire des compagnies pétrolières), das die Geschichte diverser Mineralölkonzerne anhand diverser Ausstellungsstücke wie z. B. Zapfsäulen, Ölfässer etc. aufzeigt.
- Kirche Saint-Didier (St. Desiderius)

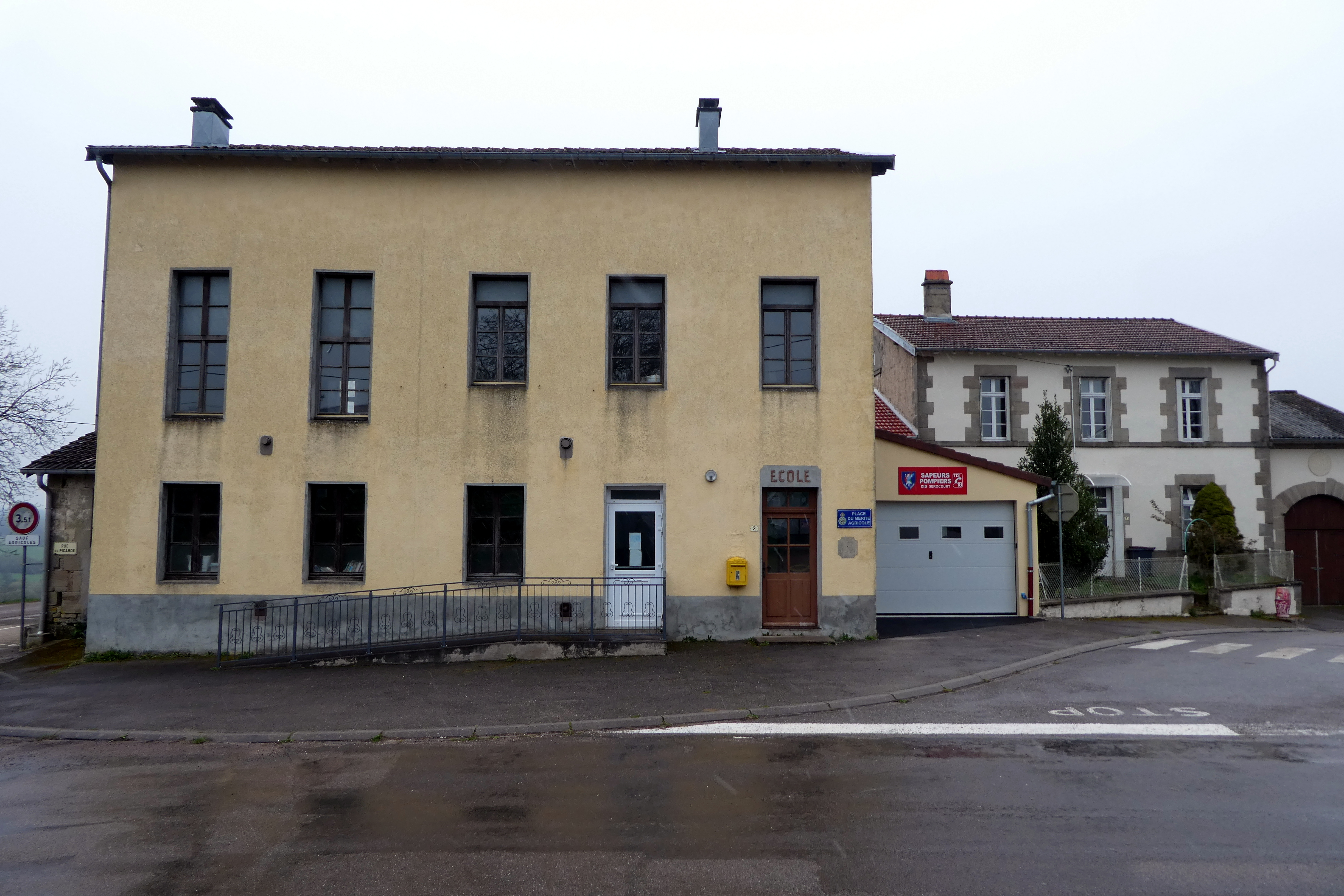
Schule und Feuerwehrmagazin
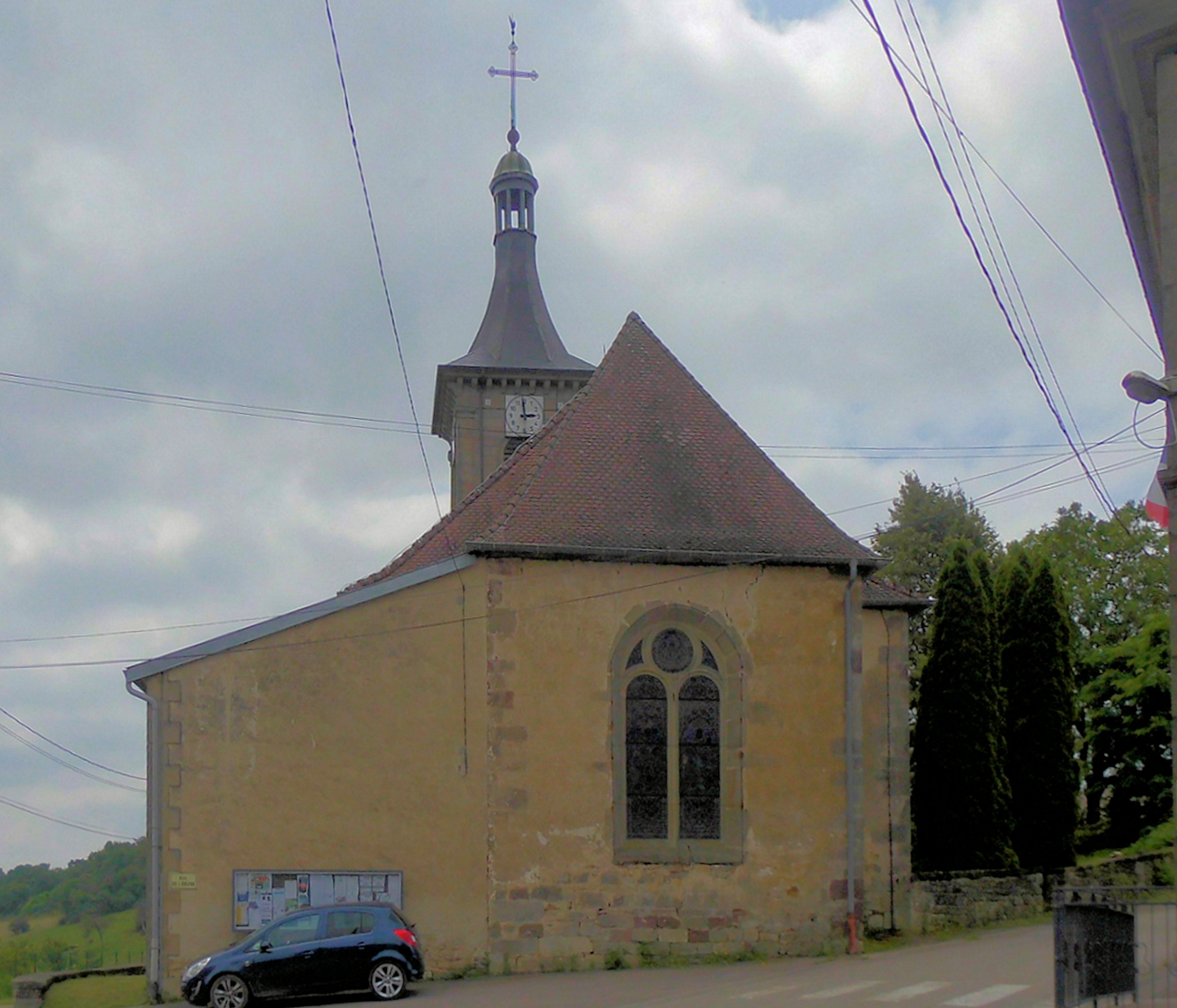
Kirche Saint-Didier
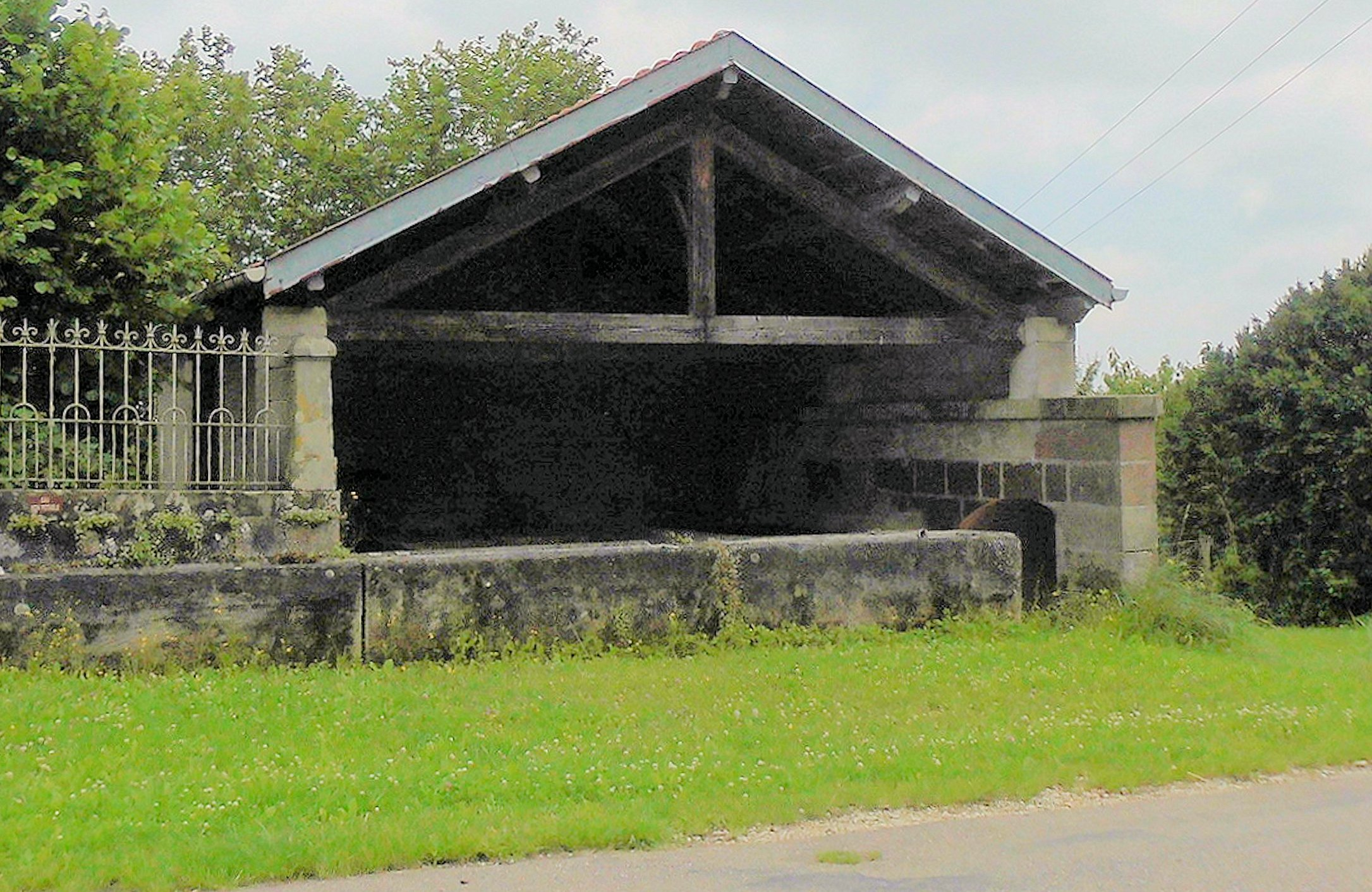
Ehemaliges öffentliches Waschhaus

## Infrastruktur

### Verkehr
Serocourt wird von West nach Ost von der Departementsstraße D 25 erschlossen.
Der nächste Bahnhof befindet sich in Martigny-les-Bains.